# Mémoires pour servir à l'histoire des plantes
Mémoires pour servir à l'Histoire des Plantes, publié en 1676, est un ouvrage fondateur de la science botanique en France. Dans la première partie, intitulé Projet de l'Histoire des plantes, Denis Dodart dresse le cadre directeur d'un des grands desseins de la jeune Académie royale des sciences : la création d'une Histoire des plantes, catalogue exhaustif des espèces végétales ; dans la seconde partie, intitulée Descriptions de quelques plantes nouvelles, les académiciens de Louis XIV décrivent et baptisent en français 40 plantes rapportées du Nouveau Monde. Chacune d'elles est accompagnée d'une gravure de Nicolas Robert.
Le projet de l'Académie se distingue moins par son ampleur que par l'esprit dans lequel il est conçu. En effet, à la description de chaque plante, aux particularités de sa culture, à ses vertus médicinales ou autres, elle joint pour la première fois une analyse chimique et des études de physiologie végétale.

## Historique

### Un besoin encyclopédique
Entre 1550 et 1700, le nombre de plantes connues est quadruplé alors que dans le même temps le nombre d'encyclopédie botaniques décline. Pour tenir compte de ses découvertes, une nouvelle Histoire Naturelle des plantes devient donc nécessaire à la fin du XVIIe siècle.
En 1674, le naturaliste britannique John Ray note l'absence d'une « Histoire des plantes générale ». Il se plaint d'avoir à consulter et combiner plusieurs publication pour une simple étude, citant Bauhin, Columna, Alpin, Cornut, Parkinson, Margrave, Morison et Boccone. La plupart de ces auteurs ne sont déjà plus actifs à cette époque. Mais au moment où John Ray écrit ces lignes, les membres de l'Académie royale des sciences de Paris ont déjà décidé de relever le défi de cataloguer toutes les plantes connues. C'est même un des premiers objectifs qu'il se donnent à la fondation de l'Académie.

### L'inspiration de Huygens
Christian Huygens est le premier à proposer que l'Académie publie une histoire naturelle. Le projet décrit, universel et baconien, doit étudier le poids, la température, la couleur, l'attraction magnétique, la composition des éléments, la respiration animale, le développement des métaux, plantes et os. L'Académie devra répartir les sujets entre ses membres, qui devront rendre compte chaque semaine de l'avancée de leurs recherches.
Ce programme cadré est une des raisons qui convainc Jean-Baptiste Colbert et ses ministres de fonder l'Académie des Sciences, bien que finalement les collègues de Huygens modifient ses idées initiales et adoptent deux programmes spécialisés pour les anatomistes, les botanistes et les chimistes. Ce sont les histoires naturelles des animaux et des plantes.

### Le programme de Perrault

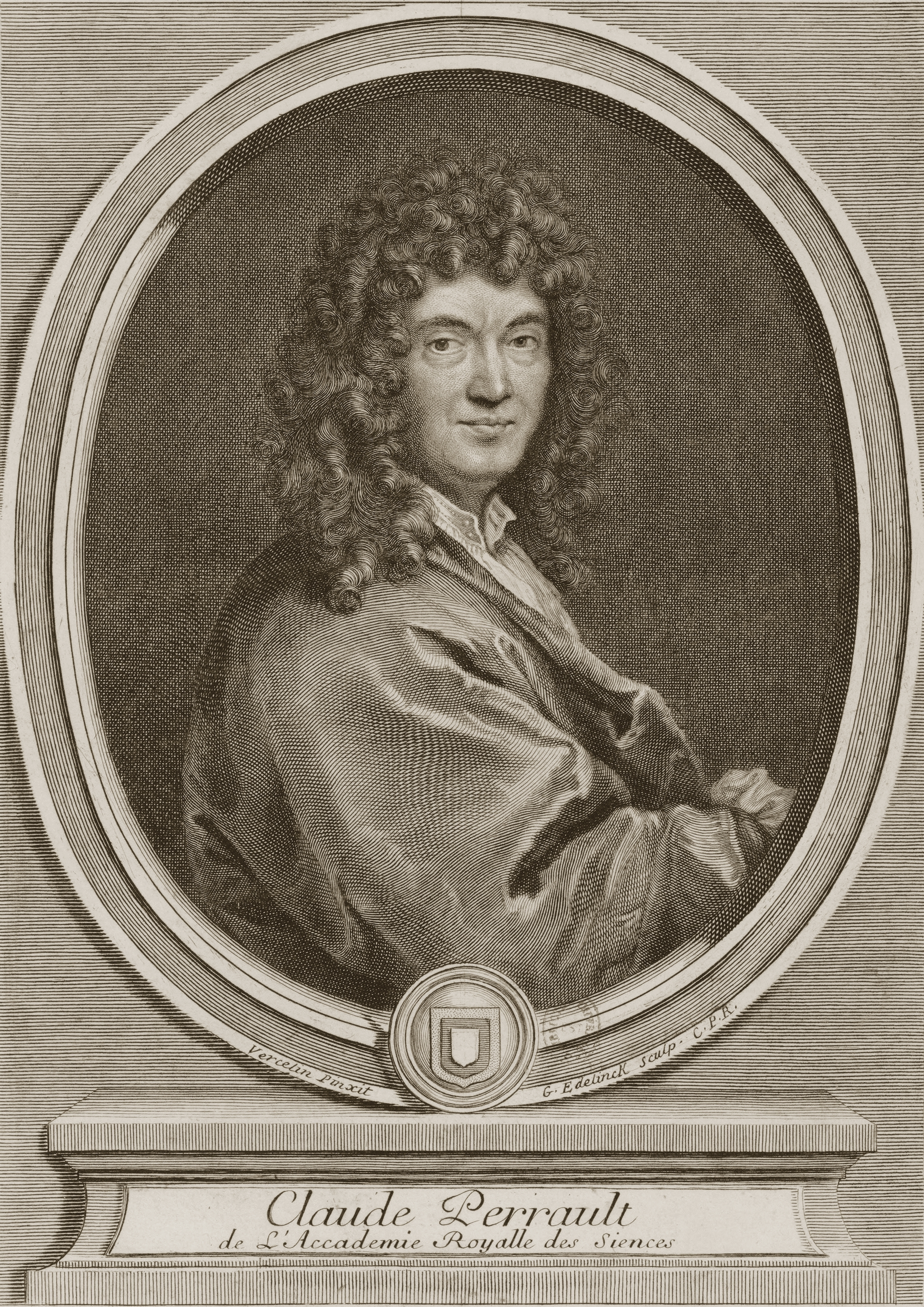
Claude Perrault, par Gérard Edelinck vers 1660

#### Histoire naturelle contre philosophie naturelle
Claude Perrault, ami proche de Huygens, propose en janvier 1667 que l'Académie publie une histoire naturelle des plantes. Des modèles antérieurs inspirent la vision de Perrault, et notamment le Pinax de Bauhin, que Nicolas Marchant avait déjà commencé à réviser. Perrault essaye de définir le champ d'étude et de différencier les types de recherches nécessaires pour  une étude exhaustive des plantes. Il identifie deux manières : pure botanique et risotome (« l'histoire », descriptive) et philosophie naturelle (« la physique », explicative).
La première étudie l'histoire des plantes par l'herborisation, c'est-à-dire la collecte de plantes et de racines et l'étude de leurs caractéristiques externes et de leurs propriétés thérapeutiques. Ses principes remontent au moins à Historia animalium d'Aristote, texte fondateur d'une tradition d'histoires naturelles pendant deux-cents ans.
La seconde manière définie par Perrault s'inscrit dans la lignée de Théophraste révisée par Francis Bacon. Elle consiste, au-delà de l'accumulation des données sur la nature, à rechercher les causes des propriétés médicales des plantes, la reproduction des végétaux et la nutrition végétale. Elle implique selon Perrault des analyses chimiques, l'observation au microscope des graines et du pollen, l'expérimentation et le test de certaines théories de l'époque sur la propagation et la génération, dont l'étude pour savoir si la sève circule dans les plantes comme le sang dans le corps humain.

#### Un catalogue sans classification
Le plan de recherche de Perrault est plus basé sur les connaissances théoriques que pratiques. Il est à la fois grandiose et modeste. L'Académie devra traiter de toutes les plantes connues dans une publication accessible contenant pour chacune d'elles description, illustration et index topographique, mais en tirant ces données de la littérature préexistante. La classification est encore un vrai problème au XVIIe siècle, et Perrault suggère que les académiciens choisissent un système existant voire s'en dispose radicalement. Une des évidentes impasses du système aristotélicien est la découverte dans le Nouveau Monde de plantes sensitives, comme la Mimosa pudica, qui remettent en cause la distinction scolastique entre plante et animal, puisqu'elles réagissent au toucher.
Un catalogue avec tous les noms connus de plantes serait utile, mais les noms et descriptions antiques ne sont pas toujours reliés aux plantes modernes. Le compendium devra être illustré à partir des eaux-fortes peintes sur vélin pour la collection du duc d'Orléans par Nicolas Robert plutôt que d'après nature.

#### Un ouvrage collectif modeste
De même que Huygens, Perrault a une conception traditionnelle de l'histoire naturelle. Il prend référence chez les Anciens mais ignore les Amériques, et en effet l'Académie regarde d'abord vers l'Europe et le Proche-Orient pour les espèces inusuelles, laissant l'étude de la flore américaine à Charles Plumier, prêtre Minime. Il est de formation médicale, et oriente délibérément la recherche encyclopédique, par essence fondamentale, vers la science appliquée. Le but de l'Académie est de collecter l'information utile aussi efficacement que possible et de la rendre disponible au plus grand nombre. Cette approche littéraire est particulièrement adaptée à une société de recherche qui n'existe officiellement que depuis un mois, et ne possède pas encore de laboratoire, possède peu d'instruments, et s'organise encore en assemblées générales. Perrault est aussi inquiet de la pérennité du soutien de la couronne. Une publication modeste, ancrée dans un travail bien entamé, a une chance de réussir et devrait permettre de persuader le gouvernement de financer des recherches plus approfondies.
Les collègues de Perrault désapprouvent l'idée d'étudier les livres, et veulent étudier directement d'après nature. Ils commencent par la littérature et vont au-delà. De fait, la littérature européenne sur le sujet ne traite qu'une infime portion des plantes connues, et le besoin le plus pressant est l'étude des plantes nouvelles ou rares. Ici encore, l'Académie est influencée par le travail de Guy de La Brosse, premier des surintendants du Jardin royal des plantes, et par les recherches menées par Marchant sous le mécénat du duc d'Orléans. De plus, les académiciens ajoutent une dimension expérimentale à l'histoire naturelle voulue et conçue par Perrault, en incorporant des analyses chimiques des spécimens pour éclaircir leur description. Duclos y contribue tout particulièrement. Perrault, lui, se concentre sur la rédaction de l'Histoire des animaux. Il publie le pendant du Mémoires des plantes en 1671 et 1676, le Mémoires pour servir à l’histoire naturelle des animaux.

### La vision de Duclos

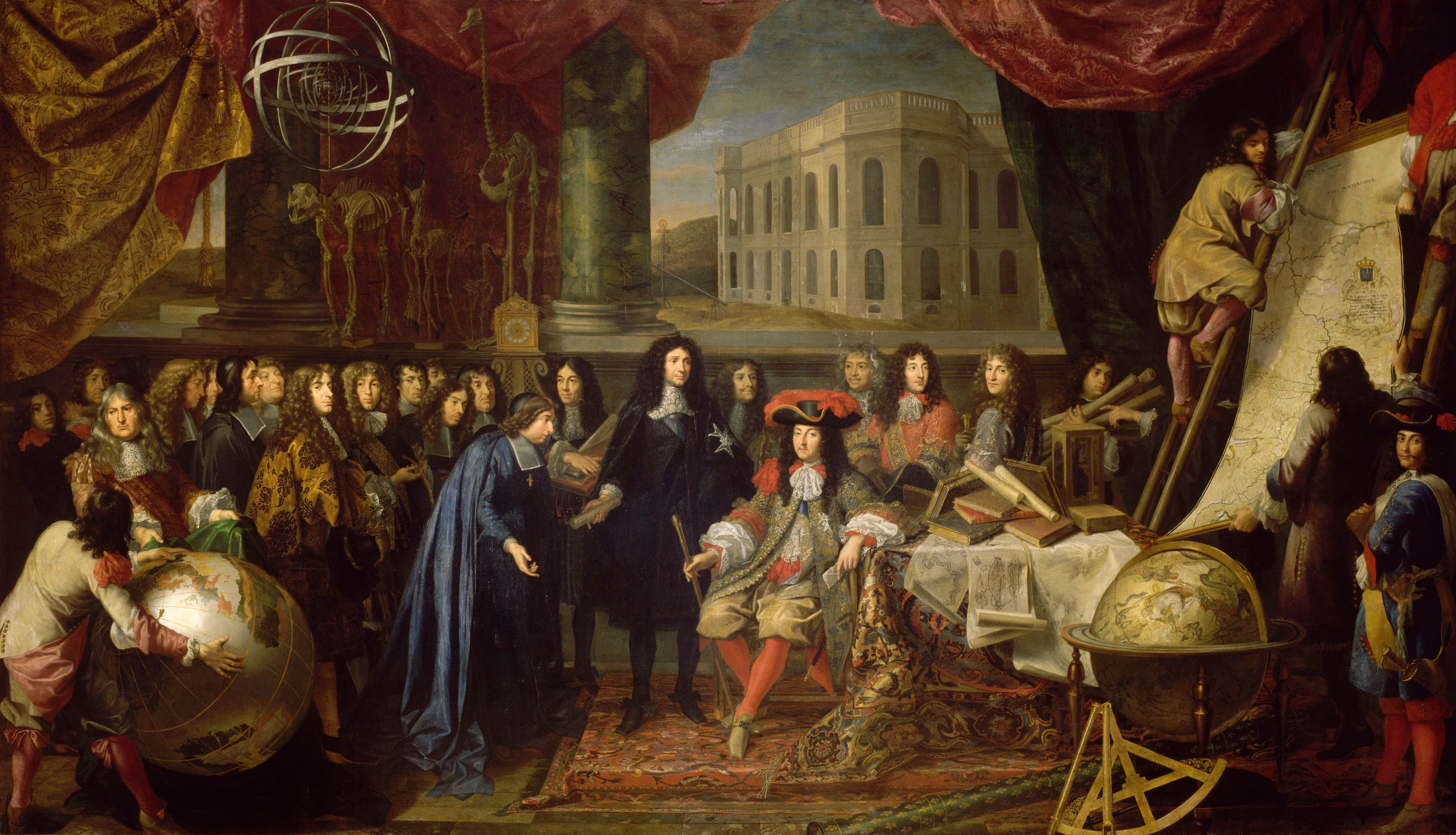
Colbert présente à Louis XIV les membres de l'Académie Royale des Sciences créée en 1667, Henri Testelin

#### Classification et analyse chimique
Samuel Cottereau du Clos est désigné directeur du projet, et y porte rapidement sa marque. Aux éléments initiaux - gravure et description des plantes - il ajoute une classification selon le système de Théophraste, datant du IVe siècle. Il développe les descriptions pour compenser le manque d'illustrations.
Duclos ajoute des analyses chimiques à l'ouvrage. Il fait distiller les plantes pour pouvoir mentionner dans la description la consistance, couleur, odeur et le goût de ses composants. Ainsi, il espère pouvoir révéler la constitution chimique des plantes, testant une décoction de sève ou de jus dans plusieurs solutions chimiques, et en étudiant les cristaux formés par les jus condensés. Mais sous la prétendue raison de compléter les descriptions, il porte les recherches aux limites de la philosophie naturelle. En cela, Duclos conduit l'ouvrage collectif vers d'autres ambitions, qui rendent le projet controversé et retarde son achèvement.

#### La flore française
L'académicien protestant estime en outre que l'Histoire naturelle doit d'abord se concentrer sur l'étude de la flore nationale. Premièrement, il demande que les noms vulgaires français soient intégrés dans la liste des synonymes des plantes : « Et parce que l'on a dessein d'escrire cette histoire en langue françoise, il seroit bon d'estre informé des noms que Le vulgaire des principales Provinces de France donne a chaque plante, pour les joindre a ceux des autres langues. ». Les Histoires naturelles des plantes et des animaux, de même que pratiquement toutes les recherches des académiciens, sont publiés dans la langue de Molière. L'Académie divulgue avant tout le savoir auprès des francophones, savants mais aussi mécènes, et le Roi et ses ministres étaient sans doute peu familier du latin. Ce choix s'inscrit plus largement dans la querelle des Anciens et des Modernes, et entre "réaliste" et puristes", qui agitent alors l'Académie française autour de la rédaction du Dictionnaire. Duclos peut compter sur de nombreux soutiens au sein des académiciens, qui développent des néologismes pour pouvoir décrire les plantes dans leur langue, lesquels sont rajoutés à partir de 1670 sur certaines gravures.
En revanche, la volonté de se limiter à la flore métropolitaine suscite beaucoup moins d'enthousiasme, malgré ses intérêts pratiques. Duclos préfère l'expérience à l'argument d'autorité, il veut que les descriptions reposent sur l'observation directe, ce qui dans les conditions du XVIIe siècle pose certaines limites. Selon lui, les cercles académiques n'apprécient pas à leur juste valeur la diversité de la flore du royaume. Il craint que les espèces ne se transforment une fois transplantés à d'autres latitudes.
Ses collaborateurs résiste toutefois à ces restrictions. Les jardiniers du Grand Siècle sont très fiers de leurs collections de fleurs et fruits exotiques, et les orangeries du Roi Soleil sont célèbres pour défier climats et saisons. Les savants rêvent d'une connaissance exhaustive des espèces du Créateur, pas seulement de celles propres à la France. Bien que la proposition de Duclos soit formellement approuvée, l'Académie ne cessera jamais de cultiver, décrire et illustrer les plantes rares et ne limitera jamais le projet du livre à des lignes géographiques,,. Finalement, le manque de concentration qui en découle entrave la réalisation de l'ouvrage.

### L'impulsion de Dodart

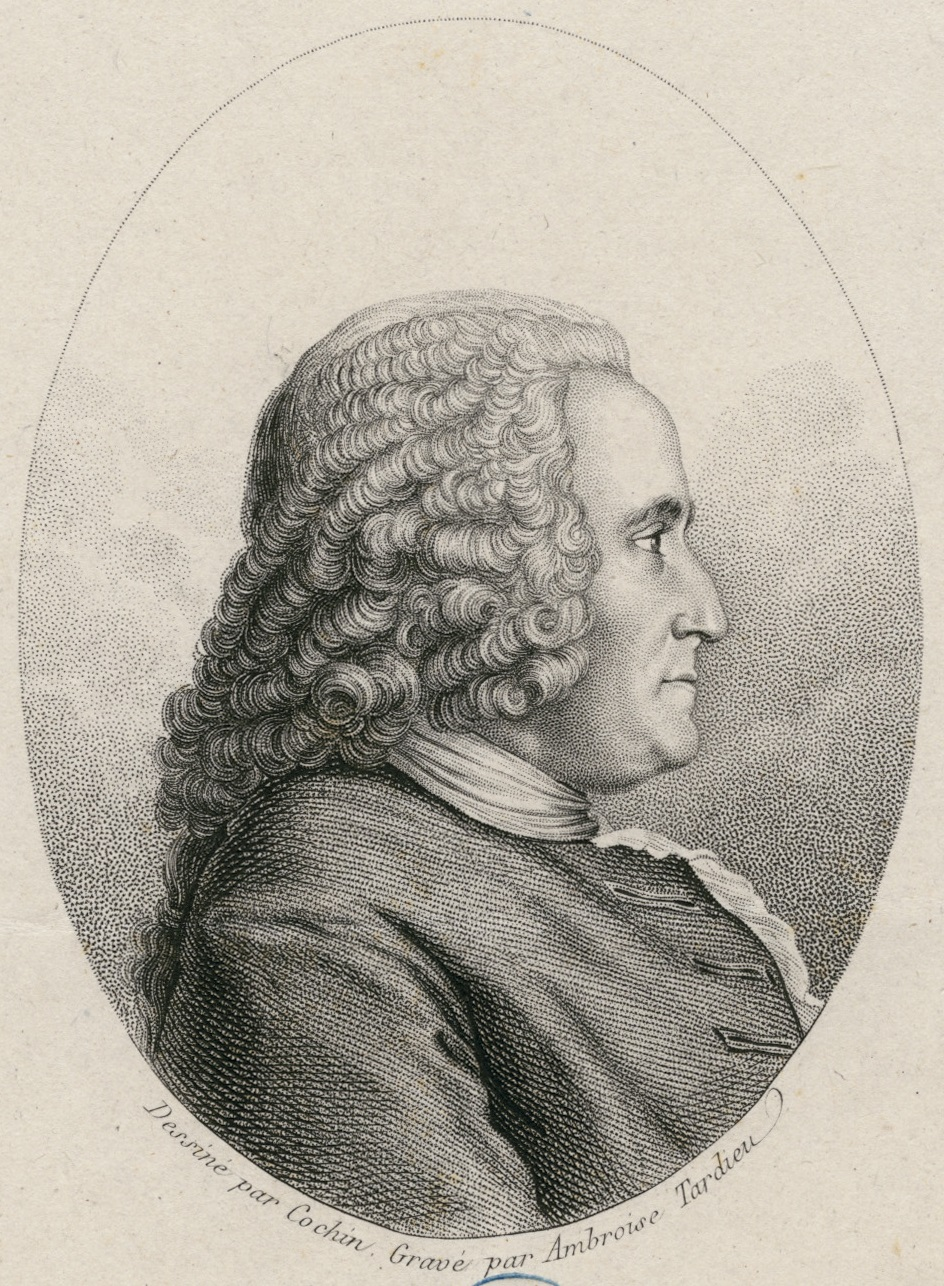
Denis Dodart (1634-1707), par Ambroise Tardieu

#### Une synthèse innovante
L'immensité de la tâche à accomplir demande une longue persévérance, et l'entrée en scène du jeune Denis Dodart en 1673 bouscule le travail de Duclos. Les principes du jeune médecin janséniste apparaissent dans le Projet pour l'Histoire des plantes, publiés en 1676 avec les Descriptions de quelques plantes nouvelles de Nicolas Marchant, sous le titre de Mémoires pour servir à l'histoire des plantes. Le livre est une introduction contradictoire au projet, Dodart traitant tout du long d'analyses chimiques alors que Marchant les omet dans ses descriptions,.
Dodart accepte nombre des critères énoncés par Perrault et Duclos pour décrire les plantes. Marchant lui transmet aussi sa longue expérience sur la manière de rédiger les descriptions. Il réaffirme que le but de l'Académie est de décrire toutes les plantes existantes. Il est d'accord avec ses deux aînés que les descriptions doivent permettre au lecteur de distinguer les plantes les unes des autres. En conséquence, il limite ses descriptions aux parties des plantes permettant cette reconnaissance, ou qui permettent de découvrir l'usage de la plante, ou qui révèlent « quelques industries particulières de la nature. » Quand l'environnement affecte l'apparence de la plante, il faut le préciser. Parce que le vocabulaire botanique était limité en français, Dodart avertit que les académiciens doivent créer de nouveaux termes, ou les emprunter au langage commun.

#### Des illustrations rigoureuses
Plus important, l'Académie est désormais autorisée à commander ses propres gravures d'après nature. La plupart des illustrations sont des copies de la collection des aquarelles sur vélin du duc d'Orléans. Mais Dodart annonce que le soutien du roi va permettre d'obtenir des gravures aux plus hauts niveaux scientifiques. Les artistes de l'Académie ne se référeront aux aquarelles que si Marchant ne parvient pas à faire pousser certaines plantes rares.

#### Mémoirespersonnelles pour œuvre collective
Dodart connait bien les idées de ses collaborateurs, et les adopte avec critiques, même s'il reste le plus souvent fidèle à Perrault. Il rejette ainsi tout système de classification, problème sur lequel se sont penchés Morrison et John Ray, et qui apportera un reconnaissance internationale à Joseph Pitton de Tournefort,. Il partage l'intérêt de Perrault pour tester les méthodes de multiplication des plantes et veut récuser l'hypothèse de Théophraste soutenant que les plantes peuvent se reproduire seulement par leur sève. De même, comme Perrault, il estime que l'Académie a pour mission de remplacer les superstitions par l'observation, divulguer la recherche au public et élever le niveau de connaissance général sur la nature,.
Néanmoins, malgré ces similarités d'approche et d'intérêt, le Mémoires des plantes reste dans une certaine mesure la profession de foi personnelle de Dodart sur l'histoire naturelle. Il y affirme d'abord ses principes baconiens :

« Nous vérifierons par ces expériences ce que les Anciens & les Modernes ont avancé sur tout cela avec ces précautions ; 
 1 de ne nous point arrêter aux observations manifestement superstitieuses ; 
 2 d'observer tout ce qui ne sera pas tel, & de ne décider en cela le possible ni l'impossible par aucune conjecture ; 
 3 de ne pas condamner de faux ce qui ne nous aura pas réussi, mais de raconter seulement le procédé & le succès de nos expériences : parce que, 
 - souvent un auteur ne veut pas dire tout de son secret, ou le dit imparfaitement, ou d'une manière équivoque, ou obscure ; 
 -  le lecteur pourrait ne pas avoir bien entendu le sens de l'auteur, 
 - & que la diversité des pays peut faire que ce qui réussit en l'un ne réussit pas en l'autre. »

— Denis Dodart, Mémoires pour servir à l'histoire des plantes, p.8
Ainsi, Dodart présente sans détours les dernières recherches de l'Académie, sans imposer d'hypothèses ou de conclusions hâtives, alors que Duclos et Perrault désiraient que l'histoire naturelle aille au-delà d'un simple rapport d'expérimentation et de difficultés.
Deuxièmement, Dodart introduit la physiologie des plantes dans l'histoire naturelle. Il explique ainsi comment la plante se développe, sans doute de façon analogue avec les Histoires naturelles sur les animaux qui rapporte le développement de l'embryon dans les œufs. Il reste assez puriste pour exclure la question de la nutrition ou du mouvement de la sève, mais la culture des plantes conduit elle-même à des analyses sur la germination et la terre. Que Dodart ait consciemment ou non remis en question les définitions traditionnelles, le fait est qu'aucun académicien n'avait inclus ces sujets dans l'histoire naturelle avant lui.

## Composition

### Avertissement
Le court « Avertissement » placé en tête du livre (p. 3) mérite d'être cité intégralement. Outre les précisions qu'il apporte, il caractérise les méthodes de travail communautaires alors en usage à l'Académie.

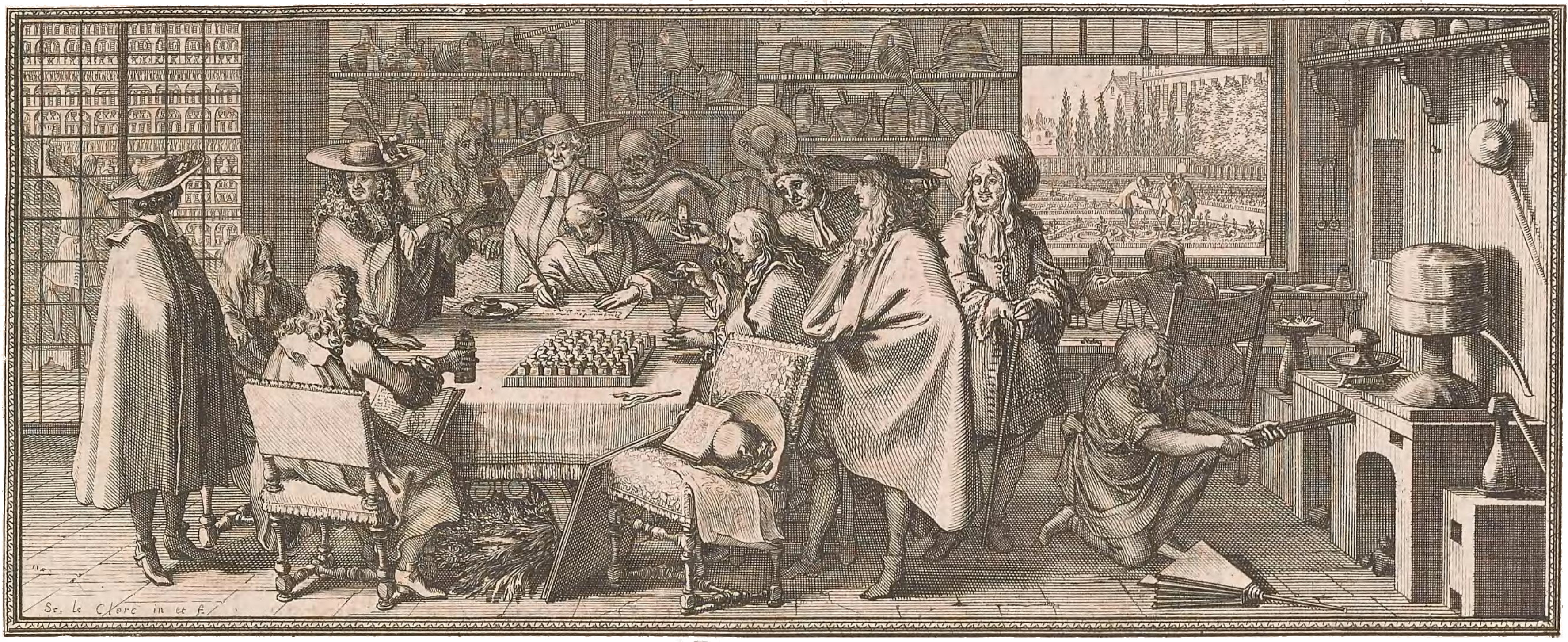
Gravure Mémoires pour servir à l'Histoire des plantes, p. 4

«  Ce livre est l'ouvrage de toute l'Académie. Il n'y a personne de ceux dont elle est composée qui n'en ait esté le Juge, & qui n'y ait au moins contribué quelques avis. MM. du Clos, Borel, Perrault, Galois, Mariotte, l'ont examiné en leur particulier ;  & la matière de cét ouvrage est le résultat des propositions, des expériences, & des réflexions de plusieurs particuliers de l'Assemblée. Il est donc de mon devoir d'avertir le Public, qu'il doit à M. du Clos & à M. Borel, presque tout ce qu'il y a de chymie ; que M. Perrault & M Mariotte y ont beaucoup donné de leurs foins & de leurs méditations ; que M. Bourdelin a exécuté & conduit presque toutes les opérations chymiques, donné plusieurs avis, fait plusieurs remarques, & tenu la plupart des régistres, d'où j'ay tiré les expériences chymiques dont il est parlé dans ce livre ; que nous devons aux foins & aux correspondances de M. Marchand, presque toutes les plantes rares que nous donnons , & qu'il nous a donné les noms des plantes non encore déscrites, leurs descriptions & leur culture ; que M. Perrault a beaucoup travaillé à confronter ces descriptions avec le naturel en présence de la Compagnie, qui en a jugé tant dans ce premier examen, que dans le rapport qui a été fait des mesme descriptions retouchées: aprés quoy elles ont esté mises en l'estât où on les abandonne, comme tout le reste de l'ouvrage, au jugement des personnes habiles & équitables.
 »
— Denis Dodart, Mémoires pour servir à l'histoire des plantes, Avertissement, p.3

### Projet de l'Histoire des plantes

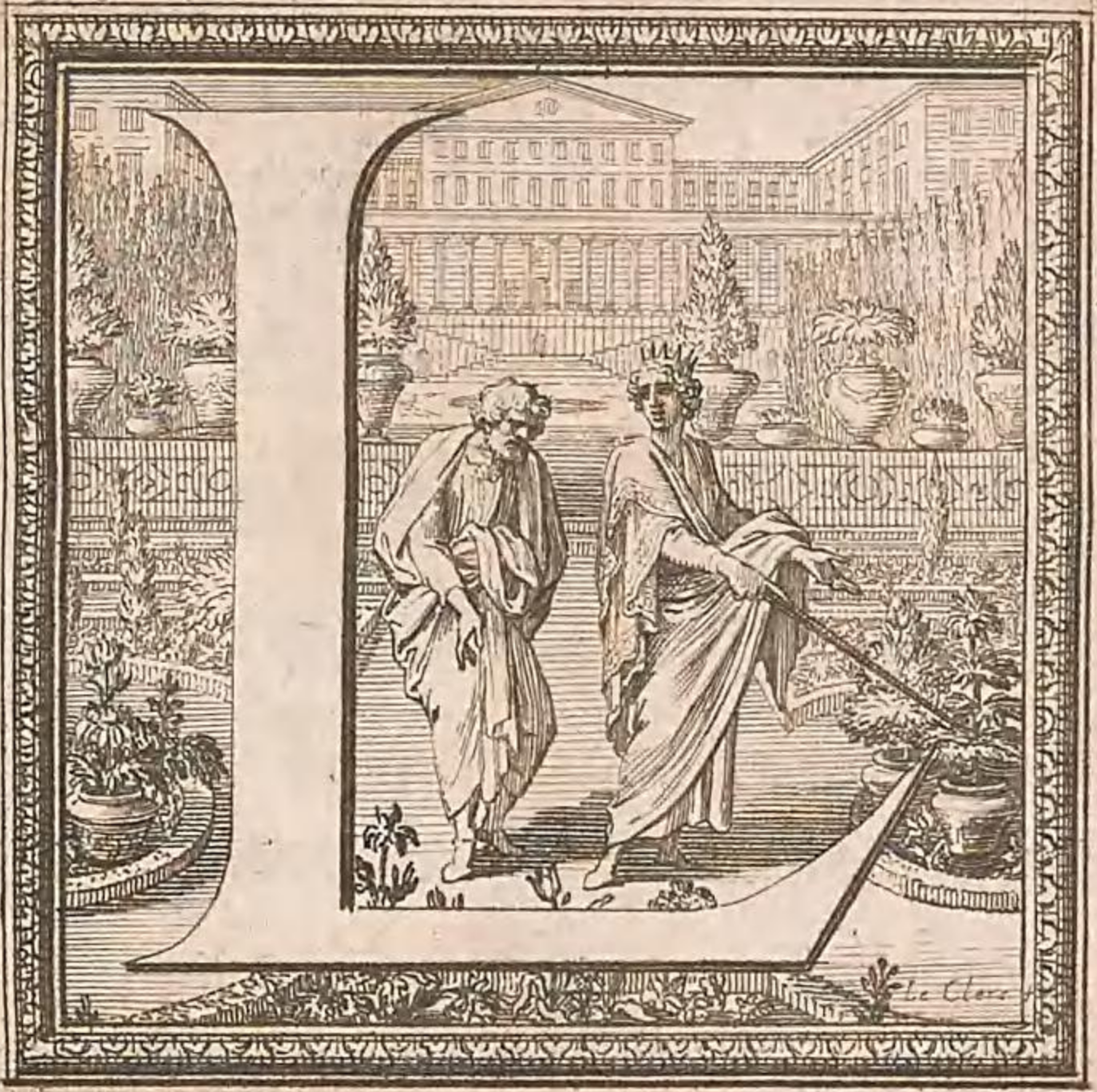
Lettrine Mémoires pour servir à l'histoire des plantes, p. 1

L'ouvrage est composé de cinq chapitres : 
1. De la description des plantes
2. Des figures des plantes
3. De la culture des plantes
4. Des vertus des plantes
5. Des mémoires que la Compagnie doit donner au public sur l'histoire des plantes

Le quatrième chapitre, qui traite de la recherche des « vertus » des plantes, c'est-à-dire de leur propriété, au moyen de l'analyse chimique est de loin le plus important puisqu'il représente à lui seul 43 des 52 pages de texte.

### Descriptions de quelques plantes nouvelles

#### Avertissement
L'auteur précise les raisons qui ont conduit l'Académie à décrire des plantes rares plutôt que usuelles.

« La Compagnie aurait désiré de donner, avec le Projet, les Mémoires sur quelques Plantes les plus usuelles entre celles dont elle a fait les analyses. Il manque encore à ces Mémoires plusieurs observations, qu'elle espère faire durant cette année. Cette remise pourra servir au moins à donner aux personnes habiles du dehors le temps de lui envoyer leurs avis sur ce qu'elle propose, avant qu'elle ait rien produit. 

Elle donne, en attendant, les descriptions de quelques plantes, dont la plupart sont rares, et n'ont jamais été décrites, ni figurées. Elle a cru ne devoir pas différer jusques à ce qu'elle en eût fait les analyses. Ces nouveautés sont ordinairement attendues des personnes curieuses, qui se sont jusqu'à présent contentées d'avoir sur les plantes nouvelles des figures et des descriptions ; et celles-ci n'auraient paru de si la Compagnie ne les avait voulu donner qu'après les plantes communes, et si elle avait attendu, pour les rendre publiques, qu'elle eût eu une assez grande quantité de chacune de ces plantes nouvelles, pour les travailler en toutes les manières qu'elle pratique sur les autres plantes. »

— Denis Dodart, Mémoires pour servir à l'histoire des plantes, Description de quelques plantes nouvelles, Avertissement, p.56

#### Descriptions
Les 39 descriptions, rédigées par Nicolas Marchant, sont de longueurs très variables, d'une page à quelques lignes. Elles sont ordonnées alphabétiquement, en vis-à-vis de la gravure associée.
Certaines descriptions précisent l'origine du spécimen. Ainsi, on en compte deux de Jean Richer (1630-1696), « de l'Académie Royale des Sciences, envoyé par le Roi en Acadie & en Cayenne pour les observations astronomiques et physiques », deux de Monsieur Griffelet (ou Griselay) du Portugal, « professeur de botanique et chimie », un de Monsieur Denison « qui est très curieux et très intelligent », deux de Monsieur Magnol « docteur en médecine, très savant dans la connaissance des plantes », un de Monsieur Andrea da Roffo, « gentilhomme florentin », un de Gaston de France. Il est précisé que huit viennent d'Amérique (dont Acadie, Brésil, Cayenne, Canada), deux des jardins de Blois et de Chambord, cinq du sud de la France, deux du Portugal, quatre d'Italie, un de Syrie.

#### Gravure
L'Académie prend le plus grand soin pour obtenir des illustrations précises et détaillées des plantes. Les graveurs s'inspirent des aquarelles réalisées par Nicolas Robert pour la collection du duc d'Orléans à Blois, racheté par la Bibliothèque royale et transféré à Paris. Sous l'impulsion de Dodart, ils étudient les spécimens d'après nature. Perrault demande la création d'un « Jardin Académique » à cette fin, et dans les années 1670 Nicolas Marchant dirige une partie du vaste terrain du Jardin royal des plantes médicinales pour le compte de l'Académie sous le nom du Petit jardin, sans doute non loin de la rue du Jardin du Roi, aujourd'hui Rue Geoffroy-Saint-Hilaire, à proximité de l'ancien amphithéâtre également utilisé à de fréquentes reprises par l'Académie,.
Ils dessinent les parties délicates ou les très petites plantes avec l'aide d'un microscope. La technique de la gravure à l'eau-forte est préféré à la taille-douce de manière à suggérer les dégradés de couleur. Les illustrations indiquent la taille réelle ou relative de chaque plante et son apparence à l'état naturel. Parfois, un état juvénile est représenté : Dodart utilise les termes de « la plantes nait » ou comme Perrault « la plante naissante » pour les distinguer de « la plante parfaite ».
Dodart lui consacre aux illustration un chapitre entier « Nous avons fait les planches les plus grandes qu'il a été possible (...). Quand il s'est rencontré qu'une plante n'avait que deux fois la hauteur de la planche ou peu plus, et qu'on peut la couper en deux sans la rendre méconnaissable on en représente ordinairement les deux moitiés dans la même planche. »

L'ouvrage comporte 39 planches, mais Trifolium echinalo capite et Trifolium blese sont illustrés par la même planche, reproduite deux fois. La première est l'Angélique d'Acadie, décrite la première fois par Dodart en 1666. L'année suivante, il nommera d'ailleurs sa première fille Marie-Angélique.

Gravures de Nicolas Robert
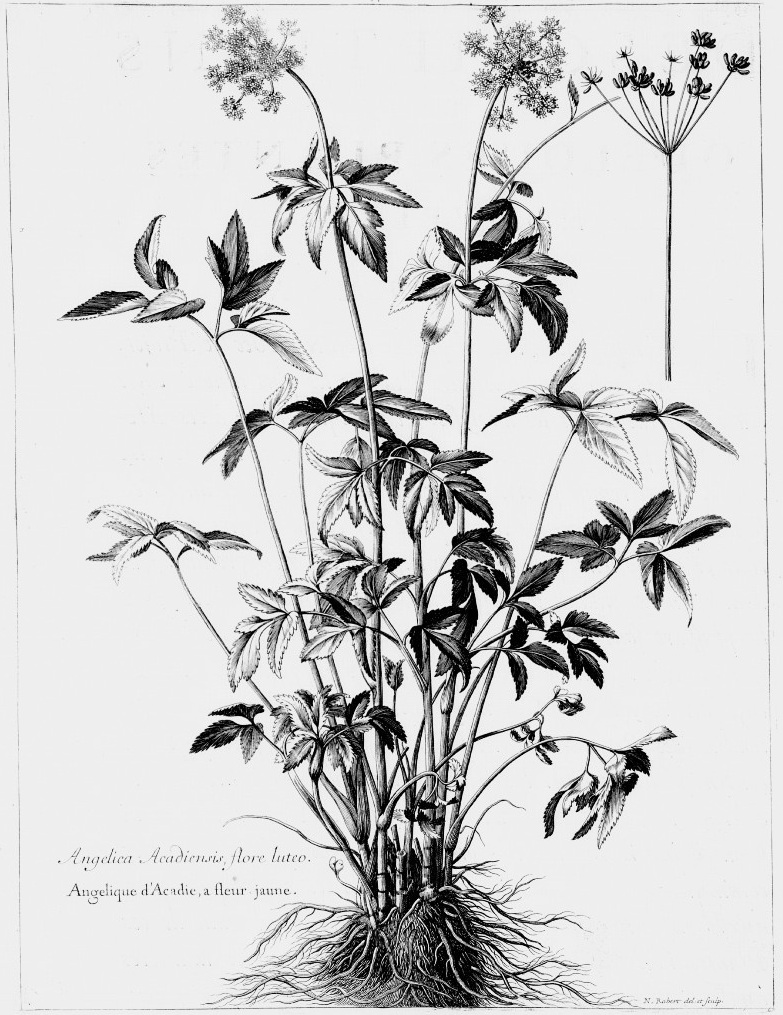
Angelica Acadiensis Angélique d'Acadie à fleur jaune
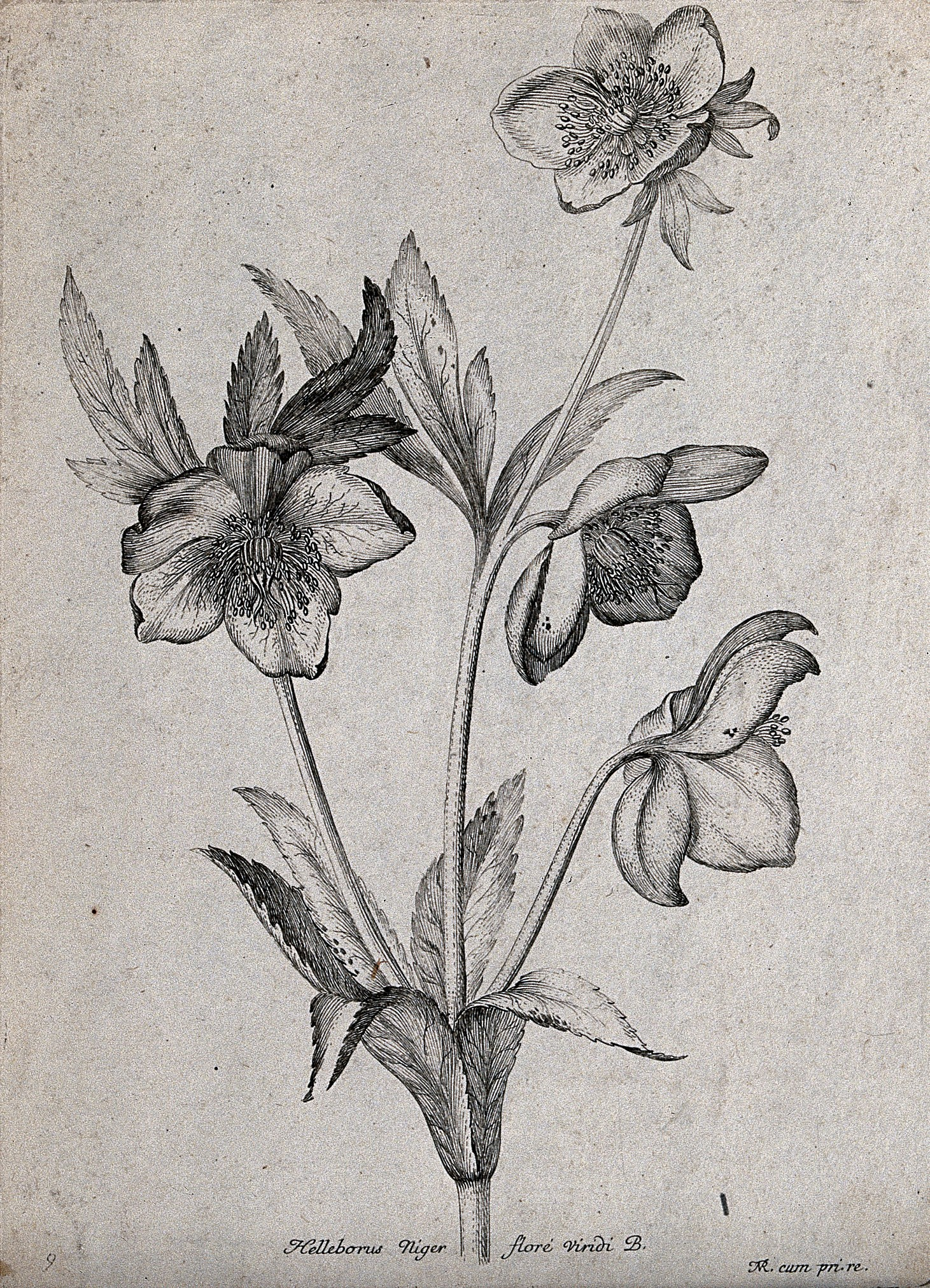
Helleborus Niger floré viridi B. Roses de Noël, ou Hellébore noir (Helleborus niger, L.)
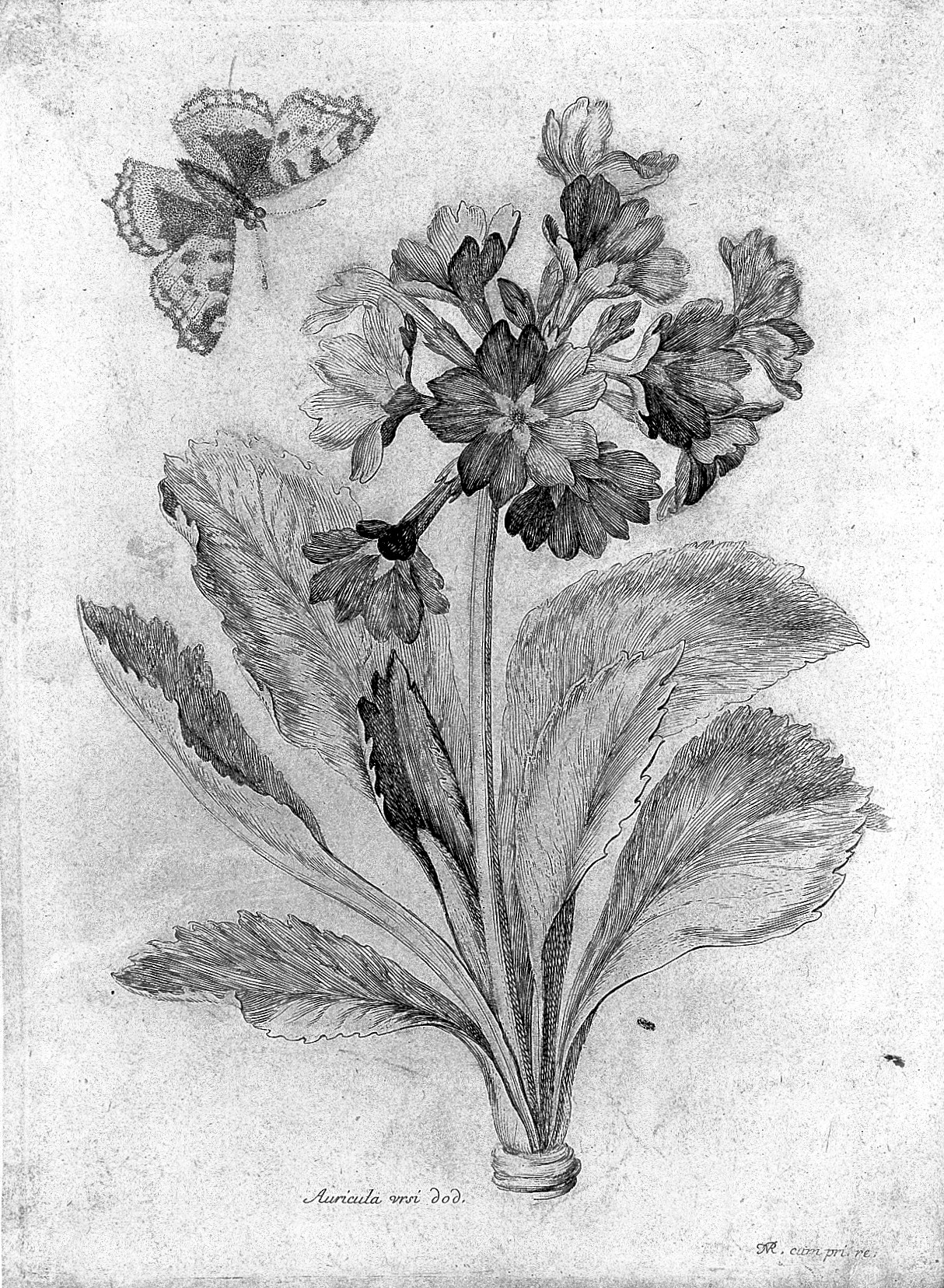
Auricula vrsi, Dod. L'Oreille d'ours (Primula auricula, L.)
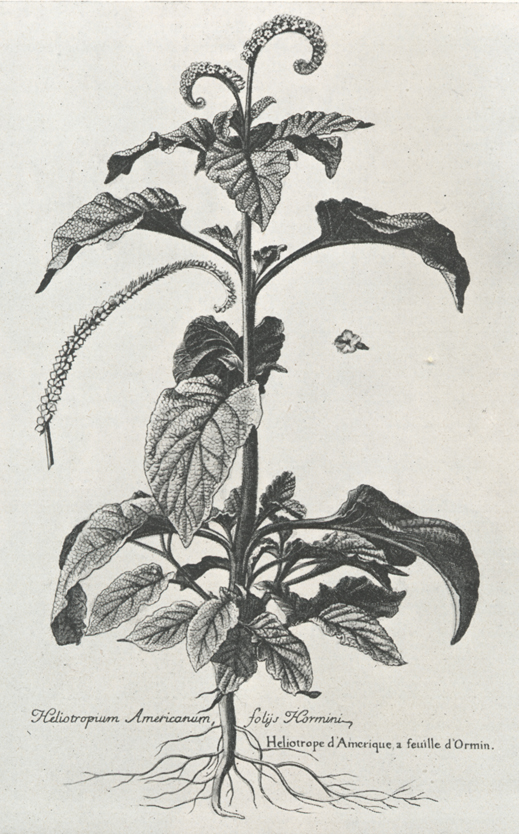
Heliotropium americanum foliis Hormini Héliotrope d'Amérique à feuille d'Ormin (Heliotropium indicum, L.)

## Réception
Michel-Eugène Chevreul souligne en février 1858 les mérites du chapitre 4, qui innove sur l'utilisation d'analyse chimique pour analyser les propriétés des plantes :

« Il est impossible, écrit-il, d'avoir mieux compris l'esprit des recherches que la connaissance des plantes exige en général, et en particulier au point de vue chimique, que ne l'a fait Dodart (...). Aucune idée juste sur l'analyse organique n'existait alors, et Dodart, en acceptant l'expression vertus des plantes, faisait d'ailleurs une critique parfaitement juste de la manière dont l'Antiquité et le Moyen-Âge s'en étaient servis ; en conséquence, il insistait sur la nécessité de constater avant tout si telle vertu, qu'on avait attribué à une plante, y existait réellement, puis il indiquait comment procéder pour en découvrir des nouvelles. Et le mot vertu était pour lui, synonyme du mot propriété, car il l'étendait aux facultés que les plantes peuvent avoir de servir à la préparation des laques, à la teinture, etc. »

— Michel-Eugène Chevreul , Recherche expérimentale sur la végétation... 9e article, dans Journal des savants, février 1858, p. 113 et 116
Toutefois les analyses chimiques conduites par Bourdelin conduisent à une impasse. Les techniques de l'époque, putréfaction, épreuve du feu, ne produisent pas les effets escomptés. Par prudence, Dodart ne les intègre pas à la deuxième partie de son ouvrage, et les échecs mettront en péril la publication effective de l'Histoire des plantes.

## Suite du projet d'Histoire des plantes
Les Mémoires pour servir à l'histoire des plantes ne sont que la première pierre du grand dictionnaire des espèces végétales programmé par l'Académie royale des Sciences. Pendant dix ans les académiciens travaillent encore sur ce projet de grande ampleur.

### Poursuite des gravures
De la grande Histoire des plantes dont rêve l'Académie, il ne reste que 319 planches in-folio, gravées à l'eau-forte, qui forment un recueil baptisé Estampes pour servir à l'Histoire des plantes. Nicolas Robert n'est pas le seul contributeur, il grave 130 planches. Les Comptes des bâtiments du Roi montrent qu'Abraham Bosse y collabore également entre 1669 et 1672 pour 39 planches. Louis de Châtillon poursuit le travail de Robert après la mort de celui-ci, en 1685, jusque vers 1691, et produit une centaine de planches. Le reste est dû à « différents graveurs au burin desquels on a voulu faire des essais ».
Le dessin original de chaque planche est payé 22 livres et le travail correspondant à la gravure entre 85 et 97 livres,,. Les premiers tirages se font en 1692 puis 1701. Le Mémoires pour servir à l'histoire des plantes est quant à lui réimprimé par l'Académie en 1731, avec des planches pas tout à fait semblables à celle de l'édition originale et réduites au format in-4°. Les planches originales sont aujourd'hui conservées avec la collection des vélin du Muséum national d'histoire naturelle et les cuivres à la Chalcographie du Louvre.

### Révolution au Jardin des plantes
Au Jardin royal des plantes les Marchant développent une entité autonome sous la protection de Colbert, obtiennent la charge de « concierge et directeur de la culture des plantes du jardin royal », élèvent et analyses les plantes pour la rédaction de l'Histoire des plantes.
Mais la mort de Colbert en 1683 retire un grand soutien à l'Académie. Ses successeurs Louvois puis Pontchartrain affichent un manque d'intérêt pour le projet. Le « sous-démonstrateur du jardin royal » depuis 1671, Guy-Crescent Fagon, petit-neveu de son fondateur Guy de La Brosse, voit d'un mauvais œil cette institution au sein de son terrain qui échappe à son administration. Fin courtisan, Fagon devient successivement premier médecin de la dauphine, de la reine, des enfants de France. En novembre 1683, la disgrâce d'Antoine d'Aquin lui vaut enfin la charge de Premier médecin du roi, et du même coup, l'intendance du Jardin royal des plantes.
Plus décisive encore est l'entrée à l'Académie royal des Sciences, en 1691, de Joseph Pitton de Tournefort, suppléant de Fagon au Jardin du Roi. Il s'affirme rapidement comme un des savants de premier ordre du Grand Siècle. Il publie en 1694 ses Éléments de botaniques, illustré de 451 excellentes planches dues à Claude Aubriet et qui obtient d'emblée une large audience,. La même année, Tournefort fait replanter l'école de botanique du Jardin royal pour la distribuer suivant son célèbre système et c'est encore en 1694 que Jean Marchant se trouve écarté du Jardin par la suppression du poste de « directeur de la culture » qu'il a hérité de son père et occupe depuis 1678.

### Fin du projet
Coïncidence troublante, l'Académie abandonne l'Histoire des plantes cette même année 1694. Privé des subsides du roi, de l'appui officiel de l'Académie et du jardin des plantes le projet est enterré. Dodart, âgé de 60 ans, doux et pieux, doit s'effacer d'assez bonne grâce devant la gloire de Tournefort, de vingt-deux ans son cadet. Il meurt en 1707.

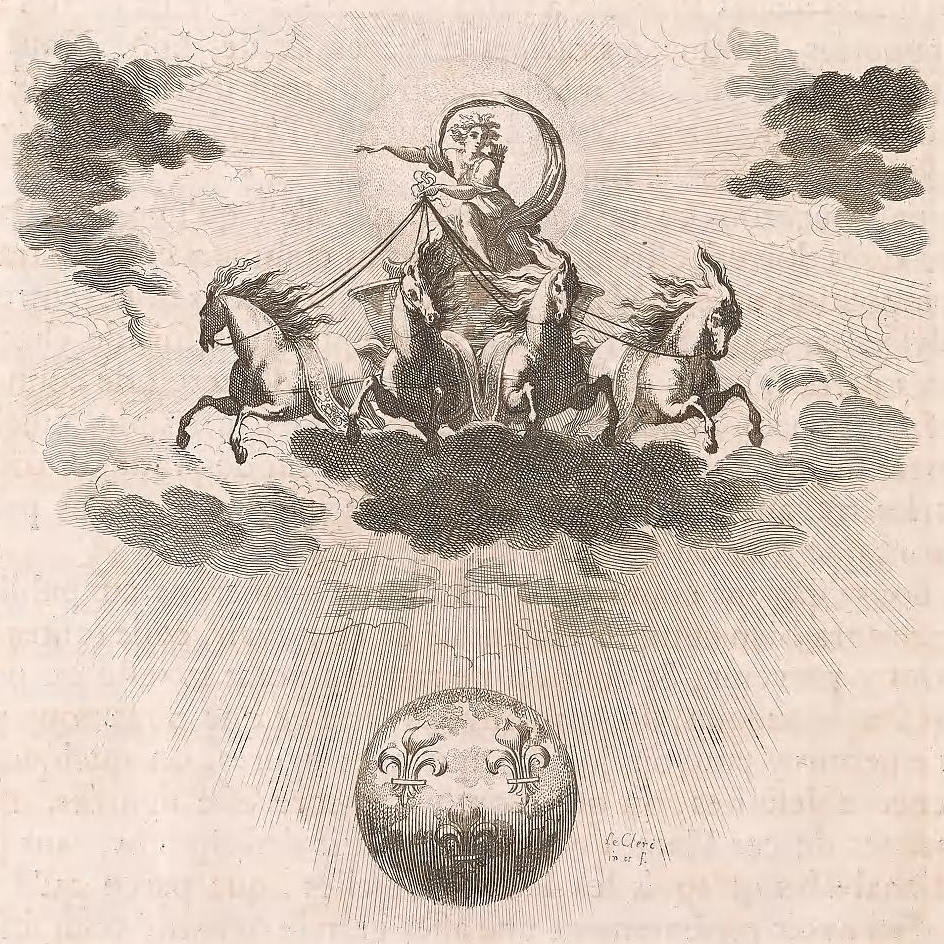
Cul-de-lampe, p. 52